# Holger Gilbert-Jespersen
Holger Gilbert-Jespersen (22 septembre 1890 - 30 juillet 1975) est un flûtiste danois, musicien d'orchestre et professeur de flûte. En 1926, le Concerto pour flûte de Carl Nielsen lui est dédié et il l'interprète pour la première fois par Gilbert-Jespersen à Paris. Il est membre de l'Orchestre royal du Danemark de 1927 à 1956 et professeur à l'Académie royale de musique du Danemark de 1927 à 1962, où il forme des générations de flûtistes.

## Biographie
Holger Gilbert-Jespersen, né le 22 septembre 1890 à Ordrup, Danemark, est le fils du médecin Gilbert Lauri Jespersen (1851–1929) et de l'artiste Anne Marie Schack Bruun (1849–1925). Gilbert-Jespersen étudie la flûte de 1908 à 1911 à l'Académie royale danoise de musique. Son instructeur principal est Frederik Storm de l'Orchestre royal du Danemark. Après quelques années de travail dans un orchestre de casino, il part pour Londres, où il étudie avec Albert Fransella. De 1913 à 1914, Gilbert-Jespersen est à Paris, étudiant la flûte avec Adolphe Hennebains, flûtiste solo du Grand Opéra de Paris, et travaille occasionnellement dans l'orchestre de l'opéra. Lorsque la Première Guerre mondiale éclate en 1914, il retourne au Danemark pour entrer dans les forces de sécurité. 

## Carrière
Gilbert-Jespersen fait ses débuts en 1917 et commence à travailler dans le cadre de l'Orchestre de la salle de concert Tivoli et de l'orchestre du palais. En 1922, il fait ses débuts en tant que membre du Copenhagen Wind Quintet, interprétant le Quintette à vent de Nielsen. Nielsen est tellement pris par son exécution qu'il commence à composer un concerto solo pour chaque membre du quintette.  

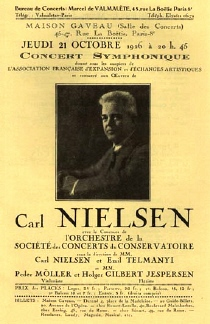
Première page du programme de la création du Concerto pour flûte de Nielsen le 21 octobre 1926 à Paris.

Gilbert-Jespersen revient bientôt à Paris pour étudier la flûte avec Philippe Gaubert, le chef d'orchestre du Grand Opéra. Nielsen écrit son Concerto pour flûte pour lui et le lui dédie. Gilbert-Jespersen joue la première représentation à Paris en 1926. Son jeu est caractérisé comme délicat et léger, inspiré du style français de ses instructeurs. La santé de Nielsen commence à se détériorer, si bien qu'un seul des solos proposés pour les membres du quintette à vent de Copenhague est terminé : le Concerto pour clarinette pour Aage Oxenvad, qui est achevé en 1928. 
De 1927 à 1956, Gilbert-Jespersen est membre de l'Orchestre royal du Danemark, soliste dans le quintette à vent de 1929 et joue dans le quatuor danois de 1935. Simultanément, Gilbert-Jespersen est professeur à l'Académie royale danoise de musique de 1927 à 1962, où il forme des légions de flûtistes danois, y compris Johan Bentzon, Poul Birkelund, Franz Lemsser et Erik Thomsen.
Au cours de sa carrière, il reçoit de nombreux honneurs : le prix Carl Nielsen en 1954, le prix danois du disque Gramophone en 1955, le prix d'honneur de la Fondation culturelle en 1958, le prix d'honneur de Schytte en 1960 et le prix d'honneur de Vera et Carl Johan Michaelsen en 1960.

## Vie privée
Gilbert-Jespersen se marie pour la première fois le 15 mai 1922 avec la modiste et styliste Birte Elise Borgen Petersen (9 mai 1902-14 septembre 1987), mais ils divorcent en 1927. Trois ans plus tard, le 8 novembre 1930 à Copenhague, il épouse Ellinor Agnete Engman (30 avril 1909-3? Janvier 1994 (retrouvé assassinée)). Le mariage est dissous en 1941. Sa troisième femme est une infirmière, Katherine Marie "Misse" Richter (18 septembre 1908-9 août 1958), qu'il épouse le 7 mai 1948 à Copenhague. 
Il meurt le 30 juillet 1975 à Vig Lyng, municipalité de Holbæk, et il est enterré au cimetière de Vig.

## Discographie
- 1936 Carl Nielsen: Quintette à vent, avec le Royal Orchestra Wind Quintet (Clarinette Classics - CC 0002)
- 1954 Carl Nielsen: Fløjtekoncert, avec Radiosymfoniorkestret et Thomas Jensen (Dutton Laboratories - CDLXT2505)